# Batagaj-Ałyta
Batagaj-Ałyta (ros. Батагай-Алыта) – wieś w Rosji, w Jakucji, w ułusie ewieno-bytantajskim. W 2010 liczyła 1832 mieszkańców.